# Juan de Dios Alvarado
Juan de Dios Alvarado Luján es un futbolista mexicano que juega de defensa. Fue registrado en el Apertura 2008 por el Santos Laguna en Primera División, y aunque no participó en ningún partido, fue campeón. Pasó a las Fuerzas Básicas y de ahí a los Loros de la Universidad de Colima.

## Clubs
- Santos Laguna (2008 - 2009)
- Loros de la Universidad de Colima (2010 - )

- Datos: Q5953093